# Ethel Griffies
Ethel Griffies (născută Ethel Wood; n. 26 aprilie 1878, Sheffield, Anglia, Regatul Unit al Marii Britanii și Irlandei – d. 9 septembrie 1975, Londra, Anglia, Regatul Unit) a fost o actriță engleză de teatru, film și televiziune. Ea este, probabil, cel mai bine cunoscută publicului modern ca ornitologa Bundy din filmul Păsările  (1963) al lui Alfred Hitchcock. 

## Începutul carierei
Griffies s-a născut în Sheffield, West Riding of Yorkshire, în familia actorilor Samuel Rupert Wood și Lillie Roberts. Luată de părinți pe scenă la vârsta de trei ani, ea a continuat să joace în următorii 86 de ani.

## Viața personală
Griffies s-a căsătorit în 1900 cu actorul Walter Beaumont, care a murit în 1910. În 1914 ea s-a recăsătorit cu actorul Edward Cooper,:_72 care a murit cu aproape două decenii înaintea soției lui.

## Cariera
Griffies a apărut în numeroase piese de teatru, debutând ca actriță la Londra în 1899. După ce a avut scurte apariții în filme începând din 1917, a început o carieră cinematografică în 1930 în ecranizarea piesei Old English și a jucat peste 90 de roluri pe micul și pe marele ecran până la pensionarea ei în anul 1967. Ea a interpretat-o pe Grace Poole, în cele două versiuni ale filmului Jane Eyre din 1934 și 1943. Unul dintre ultimele ei roluri a fost bătrâna ornitologă Bundy din filmul Păsările (1963) al lui Alfred Hitchcock. În același an, 1963, a apărut în filmul Billy Liar.

## Moartea
Griffies a murit pe 9 septembrie 1975, la Londra,:75 în urma unui accident vascular cerebral.

## Filmografie parțială
- The Cost of a Kiss (1917)
- Hard Cash (1920) – Dna. Hardie
- Sweet Kitty Bellairs (1930) – Gossip (nemenționată)
- Old English (1930) – Adela Heythorp
- The Millionaire (1931) – Dna. Andrews (nemenționată)
- Chances (1931) – florăreasa beată din bar (nemenționată)
- Podul Waterloo (1931) – Dna. Hobley, proprietăreasa
- The Road to Singapore (1931) – Dna. Everard (nemenționată)
- Once a Lady (1931) – Dra. Bleeker
- Manhattan Parade (1931) – Dna. Beacon (nemenționată)
- Union Depot (1932) – Cross Woman at Magazine Stand (nemenționată)
- The Impatient Maiden (1932) – asistenta Lovett
- Are You Listening? (1932) – Dna. Peters
- Devil's Lottery (1932) – asistenta (nemenționată)
- Westward Passage (1932) – mătușa Caverly
- Love Me Tonight (1932) – a doua mătușă
- Payment Deferred (1932) – clientă în magazinul lui Madame Collins (nemenționată)
- Evenings for Sale (1932) – pasageră de pe vas (nemenționată)
- Tonight Is Ours (1933) – Zana
- A Lady's Profession (1933) – Lady McDougal
- Looking forward (1933) – Dra. Judd (nemenționată)
- Horse Play (1933) – Emily
- Midnight Club (1933) – ducesa
- Torch Singer (1933) – Agatha Alden
- Doctor Bull (1933) – Miss Ace (nemenționată)
- Bombshell (1933) – Dna. Ward, reprezentanta orfelinatului (nemenționată)
- White Woman (1933) – Dna. Chisholm
- Alice in Wonderland (1933) – Miss Simpson, guvernanta (nemenționată)
- Four Frightened People (1934) – mama dnei. Ainger
- The House of Rothschild (1934) – musafiră din sala de recepție
- Stolen Sweets (1934) – pasageră de pe vas (nemenționată)
- Sadie McKee (1934) – femeia din metrou (nemenționată)
- Call It Luck (1934) – Lady Poindexter (nemenționată)
- Jane Eyre (1934) – Grace Poole
- Bulldog Drummond Strikes Back (1934) – Dna. Field
- We Live Again (1934) – mătușa Marie
- The Painted Veil (1934) – Lady Coldchester (nemenționată)
- Enchanted April (1935) – Dna. Hawkins (nemenționată)
- The Mystery of Edwin Drood (1935) – Miss Twinkleton
- Vanessa: Her Love Story (1935) – Winifred Trent
- Hold 'Em Yale (1935) – Dna. Peavey (nemenționată)
- Werewolf of London (1935) – Dna. Whack
- Anna Karenina (1935) – Mme. Kartasov
- The Return of Peter Grimm (1935) – Dna. Martha Bartholomew
- Twice Branded (1936) – Dna. Etta Hamilton
- Not So Dusty (1936) – Miss Miller
- Guilty Melody (1936) – Lady Rochester
- Kathleen Mavourneen (1938) – Hannah O'Dwyer
- Crackerjack (1938) – Annie
- The Mysterious Mr. Davis (1939) – Mabel Wilcox (nemenționată)
- Over the Moon (1939) – Miss Bates, guvernanta (nemenționată)
- I'm from Missouri (1939) – Miss Wildhack
- The Star Maker (1939) – profesoara
- We Are Not Alone (1939) – Dna. Raymond
- Vigil in the Night (1940) – Matron East
- Irene (1940) – prințesa Minetti
- Podul Waterloo (1940) – Dna. Clark, proprietăreasa (nemenționată)
- Anne of Windy Poplars (1940) – Hester Pringle
- Stranger on the Third Floor (1940) – Dna. Kane, proprietăreasa lui Michael
- Dead Men Tell (1941) – Miss Patience Nodbury
- Billy the Kid (1941) – Dna. Hanky
- A Yank in the R.A.F. (1941) – Lady Fitzhugh
- Man at Large (1941) – Dna. Zagra
- Great Guns (1941) – mătușa Agatha
- Ce verde era valea mea (1941) – Dna. Nicholas, menajera
- Remember the Day (1941) – rol necunoscut (nemenționată)
- Right to the Heart (1942) – Minerva Bromley
- Son of Fury: The Story of Benjamin Blake (1942) – Matron (nemenționată)
- Castle in the Desert (1942) – Madame Saturnia
- The Postman Didn't Ring (1942) – Catherine Vandewater
- Between Us Girls (1942) – Gallagher
- Dna. Wiggs of the Cabbage Patch (1942) – Dna. Graham (nemenționată)
- Time to Kill (1942) – Dna. Murdock
- Forever and a Day (1943) – soția bărbatului din adăpostul antiaerian
- First Comes Courage (1943) – asistenta (nemenționată)
- Holy Matrimony (1943) – Lady Vale
- Jane Eyre (1943) – Grace Poole (nemenționată)
- Pardon My Rhythm (1944) – Dna. Dean
- The White Cliffs of Dover (1944) – femeia de la fereastra trenului (nemenționată)
- It Happened Tomorrow (1944) – Dna. O'Connor, chiriașa (nemenționată)
- The Keys of the Kingdom (1944) – Dna. Glennie (secvențe șterse)
- Music for Millions (1944) – Dna. McGuff
- The Horn Blows at Midnight (1945) – Lady Stover
- Thrill of a Romance (1945) – Dna. Fenway
- Molly and Me (1945) – Dna. Lamb (nemenționată)
- The Strange Affair of Uncle Harry (1945) – Dna. Nelson (nemenționată)
- Saratoga Trunk (1945) – Clarissa Van Steed
- Devotion (1946) – mătușa Elizabeth Branwell
- Sing While You Dance (1946) – Dna. Abigail Smith
- The Brasher Doubloon (1947) – rol secundar necunoscut (nemenționată)
- Millie's Daughter (1947) – mătușa Katherine
- The Homestretch (1947) – mătușa Martha
- Păsările (1963) – Dna. Bundy, ornitologă
- Billy Liar (1963) – bunica Florence
- Bus Riley's Back in Town (1965) – Dna. Spencer

## Legături externe
- Ethel Griffies la Internet Movie Database
- en Ethel Griffies la Internet Broadway Database
- en Ethel Griffies la Internet Off-Broadway Database